# Milan Nenadić
Milan Nenadić (Petrinja, 12 agosto 1943 – Zrenjanin, 16 gennaio 2024) è stato un lottatore croato, fino al 1992 jugoslavo, specializzato nella lotta greco-romana.

## Biografia
Milan Nenadić (Petrinja, 12 agosto 1943 – Zrenjanin, 16 gennaio 2024) è stato un lottatore croato, fino al 1992 jugoslavo, specializzato nella lotta greco-romana. 
Nel corso della sua carriera, Nenadić ha rappresentato la Jugoslavia in numerosi tornei internazionali, guadagnandosi il rispetto come uno dei più forti lottatori del suo tempo. Dopo la dissoluzione della Jugoslavia, ha continuato a competere come atleta croato, portando con sé l'esperienza e la reputazione costruite durante gli anni sotto la bandiera jugoslava.
Nel corso della sua carriera, ha ottenuto importanti risultati, diventando una figura di riferimento nel panorama della lotta greco-romana. La sua morte, avvenuta il 16 gennaio 2024 a Zrenjanin, ha segnato la fine di un'epoca per il mondo della lotta, lasciando un vuoto tra gli appassionati di questo sport.

## Carriera
Milan Nenadić ha iniziato la sua carriera sportiva in giovane età, partecipando a competizioni nazionali e internazionali. Ha ottenuto numerosi successi, distinguendosi per la sua tecnica e determinazione. La sua specializzazione nella lotta greco-romana gli ha permesso di competere ai massimi livelli, dove ha conquistato numerosi titoli.

## Riconoscimenti
Durante la sua carriera, Milan Nenadić è stato premiato con diverse onorificenze, riconoscendo il suo contributo al mondo della lotta.

## Palmarès
- Giochi olimpici

Monaco di Baviera 1972: bronzo nella lotta greco-romana -82 kg;
- Mondiali

Mar del Plata 1969: bronzo nella lotta greco-romana -82 kg;
Edmonton 1970: bronzo nella lotta greco-romana -82 kg;
Teheran 1973: argento nella lotta greco-romana -82 kg;
- Europei

Västerås 1968: argento nella lotta greco-romana -78 kg;
Modena 1969: oro nella lotta greco-romana -82 kg;
Berlino 1970: oro nella lotta greco-romana -82 kg;
- Giochi del Mediterraneo

Tunisi 1967: bronzo nella lotta libera -87 kg;
Smirne 1971: argento nella lotta greco-romana -82 kg;